# NGC 1107
NGC 1107 (również PGC 10683 lub UGC 2307) – galaktyka soczewkowata (S0), znajdująca się w gwiazdozbiorze Wieloryba. Odkrył ją Albert Marth 2 września 1864 roku.